# Flaohoad
Flachoad est un maire du palais de Bourgogne de 642 à 643.

## Biographie
Il est nommé par Nantilde, régente et mère de Clovis II, roi de Neustrie et de Bourgogne, alors que ceux-ci effectuaient une visite à Orléans, la capitale du royaume de Bourgogne. Flachoad profita de son accession au pouvoir pour faire périr son ennemi Willibad (en), mais il est atteint de fièvre quelque temps après être parvenu à son dessein et meurt. 

## Famille
Il avait un frère, Amalbert, qui le soutint dans la lutte contre Willibad et avait épousé Ragnoberte, nièce de la reine Nantilde.

## Sources primaires
« 
La quatrième année du règne de Clovis [641], après la mort d’Æga, la reine Nantéchilde étant venue, avec son fils le roi Clovis, à Orléans, dans le royaume de Bourgogne, manda auprès d’elle tous les seigneurs, les évêques, les ducs et les grands du royaume de Bourgogne : les ayant tous gagnés l’un après l’autre, la reine fit élever, par l’élection de tous les évêques et de tous les ducs, à la dignité de maire du palais, Flaochat, Franc d’origine, et lui donna en mariage sa nièce nommée Ragnoberte ; je ne sais qui arrangea ce mariage. Flaochat et la reine Nantéchilde méditèrent secrètement un autre projet qui, à ce qu’on croit, ne fut pas agréable à Dieu, et par cette raison demeura sans effet. Erchinoald et Flaochat, maires du palais, comme n’ayant entre eux qu’un même dessein, un même avis, et se soutenant par un mutuel secours, se préparèrent à exercer avec bonheur leur haute dignité. Flaochat promit, par une lettre et par des serments, à tous les ducs et évêques du royaume de Bourgogne, qu’il conserverait chacun clans ses biens et honneurs, ainsi qu’en son amitié. Revêtu d’un si haut emploi, Flaochat parcourut le royaume de Bourgogne, et, se rappelant une ancienne haine qu’il avait longtemps cachée clans son cœur, il médita de faire périr le patrice Willebad.
Willebad, opulent en richesses, les avait gagnées en enlevant par divers moyens les biens d’un grand nombre de gens. Gonflé d’orgueil à cause de son titre de patrice et de ses immenses possessions, il était insolent avec Flaochat et tâchait de l’abaisser. Flaochat, ayant convoqué à Châlons les évêques et les ducs du royaume de Bourgogne, fixa un plaid au mois de mai pour traiter des intérêts de la patrie : Willebad y vint avec une grande suite. Flaochat méditait de le faire périr, ce que voyant, Willebad refusa d’entrer dans le palais. Flaochat sortit pour le combattre, mais Amalbert, frère de Flaochat, s’étant entremis pour les apaiser, au moment où ils allaient combattre, Willebad le retint, et échappa ainsi au danger : d’autres personnes vinrent aussi, et ils se séparèrent sans s’être fait aucun mal ; mais ensuite Flaochat s’occupa avec ardeur des moyens de faire mourir Willebad. Cette année mourut la reine Nantéchilde. La même année, au mois de septembre, Flaochat avec le roi Clovis, Erchinoald aussi maire du palais et quelques grands de Neustrie, quittant Paris, ils vinrent à Autun, par Sens et Auxerre, et le roi Clovis ordonna au patrice Willebad de se rendre vers lui. Willebad voyant que Flaochat, son frère Amalbert, et les ducs Amalgaire et Chramnélène avaient formé le méchant dessein de le faire périr, rassembla avec lui un grand nombre d’habitants de son patricial, ainsi que tous les évêques, les nobles et les braves guerriers qu’il put réunir, et prit le chemin d’Autan. Le roi Clovis, Erchinoald, maire du palais, et Flaochat envoyèrent vers lui Hermenric, domestique, afin chie, comme Willebad effrayé était incertain de savoir s’il irait plus loin on s’il éviterait le danger en s’en retournant, Hermenric par des promesses l’engageât à s’avancer jusqu’à Autun. Willebad, croyant ce domestique, le combla de présents, s’avança en le suivant jusqu’à Autun, et campa avec sa suite non loin de cette ville. Le jour même de son arrivée, il envoya à Autun pour voir ce qui s’y passait, Ægilulf, évêque de Valence, et le comte Gyson, qui furent retenus par Flaochat. Le lendemain Flaochat, Amalgaire et Chramnélène, qui avaient unanimement projeté la mort de Willebad, étant sortis de bonne heure de la ville d’Autun, furent joints par d’autres ducs du royaume de Bourgogne avec leurs troupes. Erchinoald, ayant aussi pris les armes avec les Neustriens, s’avança pour participer à ce combat. Willebad s’étant préparé avec tous ceux qu’il put rassembler, les deux armées en vinrent aux mains. Flaochat et les ducs Amalgaire, Chramnélène et Wandelbert attaquèrent Willebad. Les autres ducs, et les Neustriens qui les entouraient, demeurèrent spectateurs, attendant l’issue, et ne voulant pas se jeter sur Willebad ; il fut, tué, et un grand nombre des siens furent taillés en pièces avec lui. Berthaire, comte du palais, et Franc du pays situé au-delà du Jura, fut le premier qui attaqua Willebad. Frémissant de colère, le bourguignon Manaulf sortit des rangs, s’avança avec les siens pour combattre Berthaire, qui ayant été autrefois son ami, lui dit: Viens sous mon bouclier, je te sauverai de ce danger, et il éleva son bouclier pour mettre Manaulf à couvert ; mais celui-ci lui perça la poitrine avec sa lance, et ses gens ayant entouré Berthaire, qui s’était trop avancé, le blessèrent grièvement. Alors Aubedon, fils de Berthaire, voyant son père en danger de la vie, courut promptement à son secours. Il étendit sur la terre Manaulf percé de sa lance, et tua tous ceux qui avaient blessé son père. C’est ainsi que par le secours de Dieu, ce bon fils délivra de la mort son père Berthaire. Les ducs qui n’avaient pas voulu se jeter avec leur armée sur Willebad, pillèrent ses tentes, celles des évêques et de ceux qui étaient venus avec lui, et prirent beaucoup d’or et d’argent, ainsi que les autres objets et les chevaux.

Ces choses s’étant ainsi passées, Flaochat s’éloigna le lendemain d’Autun et s’avança vers Châlons. Étant entré dans la ville, le lendemain, je ne sais par quel accident, elle fut dévorée tout entière par un grand incendie. Flaochat frappé du jugement de Dieu fut attaqué de la fièvre. On l’embarqua dans un bateau sur le fleuve de la Saône, et naviguant vers Saint-Jean-de-Losne, il rendit l’âme dans le voyage, onze jours après la mort de Willebad. Il fut enseveli dans l’église de Saint-Benoît, dans le faubourg de Dijon. Beaucoup de gens crurent que, comme Flaochat et Willebad s’étaient juré une amitié réciproque dans les lieux saints, et qu’ils avaient tous deux par leur avidité opprimé et dépouillé les peuples, ce fut le jugement de Dieu qui délivra le pays de leur tyrannie, et que leurs perfidies et leurs mensonges furent la cause de leur mort. »
— Frédégaire, Chronique